# Nell'anno del Signore
Nell’anno del Signore (Brasil: Os carbonários ) é um filme ítalo/francês, de 1969, drama com fundo histórico, dirigido e roteirizado por Luigi Magni, música de Armando Trovajoli.

## Sinopse
Roma, 1825, dois integrantes do grupo dos carbonários anticlericais, que lutam contra o domínio clerical, são presos e condenados a morte. Não pretendem fugir, mas ganhar tempo, para que o povo tome conhecimento da situação.

## Elenco
- Nino Manfredi ....... Cornacchia
- Enrico Maria Salerno ....... capitão Nardoni
- Claudia Cardinale ....... Giuditta Di Castro
- Robert Hossein ....... Leonida Montanari
- Britt Ekland ....... princesa Spada
- Ugo Tognazzi ....... cardeal Agostino Rivarola
- Alberto Sordi ....... o frade
- Renaud Verley ....... Angelo Targhini
- Pippo Franco ....... Bellachioma